# Володимирська вулиця (Київ)
Володи́мирська ву́лиця — вулиця в Шевченківському і Голосіївському районах міста Києва, місцевості Старий Київ, Нова Забудова. Пролягає від Андріївського узвозу та Десятинної вулиці до Короленківської вулиці.
Прилучаються Десятинний провулок, Велика Житомирська вулиця, Софійська площа, Рильський провулок, вулиці Софіївська, Ірининська, Рейтарська, Малопідвальна, Прорізна, Ярославів Вал, Золотоворітський проїзд, Театральна площа, вулиця Богдана Хмельницького, бульвар Тараса Шевченка, вулиці Павла Скоропадського, Саксаганського і Жилянська.

## Назви
Назви вулиці:
- Андріївська, Софійська, Золота, Університетська (до 30-х років XIX століття).
- Велика Володимирська (вживалася паралельно із існуючою).
- Десятинна (рос. Десятинная)[1], Нижньо-Володимирська (рос. Нижне-Владимирская)[1] (частини вулиць від початку до Софійської площі та від Караваєвської вулиці до кінця) (з 1869 року).
- Велика Володимирська (з 1901 року)[2]
- Короленка (з 1922 року[3])
- Велика Володимирська (під час німецької окупації у 1942—1943 роках)[4]

Сучасна назва — з 1944 року.

## Історія

### X століття
Володимирська — одна із найдавніших вулиць міста Києва. Частина вулиці від Бабиного торжку (Десятинної церкви) до Софійських воріт виникла не пізніше кінця X століття. Після спорудження на початку XI століття Софійського собору та близько 1037 року — Золотих воріт досягла тодішньої межі міста — Золотих воріт.
Пролягала через найдавніші частини Києва — Місто Володимира та Місто Ярослава. Це була головна міська вулиця, що вела від парадного в'їзду Золотих воріт до головного храму — Софійського собору та до княжих та боярських палаців Акрополя (Старокиївської гори).
Окрім Софійського собору було зведено також Ірининську церкву та Георгіївський собор, монастир Св. Феодора та ряд житлових будівель — як простих містян, так і знаті.
Після руйнування Києва татаро-монголами Старе місто на довгі століття перетворилося на пустку.

### XVII століття
Лише у XVII столітті було відбудовано та перебудовано Софійський собор, здійснено будівництво каплиці на фундаментах Десятинного храму, а сама територія сучасної Софійської площі та початку Володимирської вулиці увійшла до складу новоутвореної Старокиївської фортеці.

### XVIII століття
Наприкінці XVIII — початку XIX століття знову, після тривалої перерви починається забудова вулиці в межах тодішнього Києва — тобто від початку до Золотих воріт. Після остаточного знесення валів, що залишилися як від оборонних укріплень доби Київської Руси, так і доби Старокиївської фортеці (остаточно знесено у 30-х роках XIX століття) на місці розрізнених частин стародавньої вулиці, що в той час мали назву відповідно Андріївська (від початку до Житомирської вулиці), Софіївська (від Житомирської до Софіївської площі) та Золота (до Золотих воріт) було прокладено рівну вулицю, що отримала назву Володимирська.

### XIX століття
Після розширення Києва у 30-х років XIX століття і початку забудови місцевості за Золотими воротами (тоді було прокладено сучасні вулиці Богдана Хмельницького, бульвар Тараса Шевченка, Прорізну та ряд інших) вулицю було продовжено в бік долини р. Либідь.
На вулиці у 1837–1842 роках зводиться головна будівля (Червоний корпус) Київського університету. Університет було засновано 1834 року і надано ім'я Святого Володимира. Саме тому корпус було пофарбовано в червоний колір, а вершини колон — у чорний (кольори стрічки ордена Святого Володимира).
Саме з цього моменту починає формуватися теперішнє обличчя вулиці — будуються кам'яні будівлі, спершу 1-2-х, а згодом 3-5-ти поверхові будівлі. Було зведено ряд адміністративних, громадських, житлових споруд, готелів. На місці, де було розкопано залишки Ірининської церкви (ріг Володимирської та Ірининської вулиць) було споруджено з використанням давньої цегли так званий «Стовп Святої Ірини» або «Ірининський стовп» (існував до середини 1930-х років).
1869 року вулицю поділено на 3 самостійні частини — Десятинну, власне Володимирську та Нижньо-Володимирську вулиці. 1901 року ці вулиці були знову об'єднані під назвою Володимирська.
Будується будівля Старокиївської пожежної частини та Присутствених місць, зводиться будівля міського театру (на місці сучасного театру Опери та балету).
Наприкінці XIX століття вулицю було замощено, з'явилося газове, а згодом і електричне освітлення.
1895 року вулицею було прокладено трамвайну лінію.

### XX століття

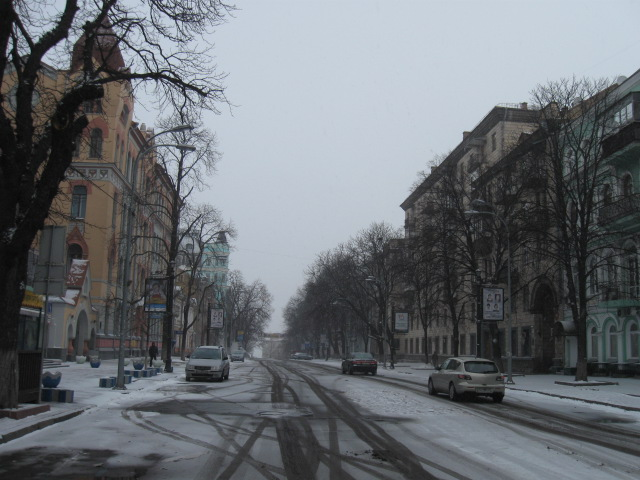
Початок вулиці із забудовою XIX—XX ст.

На початку XX століття на місці згорілого зводиться новий Міський театр, будується прибутковий будинок (№ 39, на розі з Прорізною вулицею), що є однією із візитівок Києва. Споруджується будівля Педагогічного музею (в майбутньому — у будівлі засідатиме Українська Центральна Рада), починається будівництво будівлі для Ольгинської гімназії (нині тут знаходиться Президія НАН України), збудовано один із корпусів обабіч головного корпусу Університету, а також будинок Земства (нині будівля СБУ).
1901 року вулиця набула сучасного вигляду і довжини.
Впродовж XX століття вулиця не зазнала суттєвої перебудови, переважна більшість історичної забудови вціліла, хоча деякі будівлі було втрачено. Однак серед вдалих здобутків слід відзначити будівлю бібліотеки Університету, будівлю музею Історії України, будівлю школи № 25 та будівлю № 71.
У 1980-х роках частина вулиці позбулася брукованого покриття.
Нині Володимирська вулиця є однією із найголовніших та найелітніших вулиць Києва, значення вулиці можна порівняти хіба що із Хрещатиком.
З погляду історичного інтересу вулиця є одним із найпривабливіших туристичних куточків Києва, адже тут збереглися унікальні пам'ятки XI—XIX століть — Софійський собор, комплекс Софійського монастиря, рештки Золотих воріт, будівлі Київського університету, Педагогічного музею, Оперного театру, Президії НАН України та ще десятків житлових та громадських будівель.
Археологічний комплекс на Старокиївській горі не має аналогів у Європі.

## Установи та заклади
- № 1 — Загальноосвітня школа № 25 з російською мовою навчання
- № 2 — Музей Історії України
- № 10 — Центральний телеграф
- № 11 — Старокиївська аптека
- № 13 — Старокиївська пожежна частина, ГУ МНС України у Києві
- № 15 — ГУ МВС України у Києві, Апеляційний суд Київської області, Печерський районний суд міста Києва
- № 24 — Державний архітектурно-історичний заповідник «Софійський музей», Софійський собор
- № 33 — Служба безпеки України (арх. Володимир Щуко, 1913—1914 — Будинок губернської Земської Управи. В 1920–30-х — Палац праці, 1934—1938 — ЦК КП(б)У, потім НКВС УРСР, ГУ КДБ УРСР, 1941—1943 — гестапо)
- № 40а — Золоті ворота, музей
- № 45 — Посольство Вірменії в Україні
- № 45а — Будинок вчених
- № 50 — Національна опера України
- № 54 — Приміщення Президії НАН України
- № 57 — Будинок вчителя (арх. Павло Альошин, 1912 — Педагогічний музей; 1917—1918 — Українська Центральна Рада; в 1944—1982 — Київський філіал музею Леніна)
- № 58 — Корпус гуманітарних наук (Національна бібліотека ім. М. Максимовича)
- № 60 — КНУ ім. Т. Г. Шевченка
- № 61/11 — «будинок Мороза» (арх. Йосип Зекцер, 1911)
- № 62 — Один із корпусів Національної бібліотеки України ім. В. Вернадського НАН України
- № 64 — ректорат Національного Університету ім. Т. Г. Шевченка
- № 68 — Національний університет харчових технологій
- № 79-б — медична гімназія № 33
- № 101 — Представництво Європейського Союзу в Україні

## Пам'ятки історії та архітектури

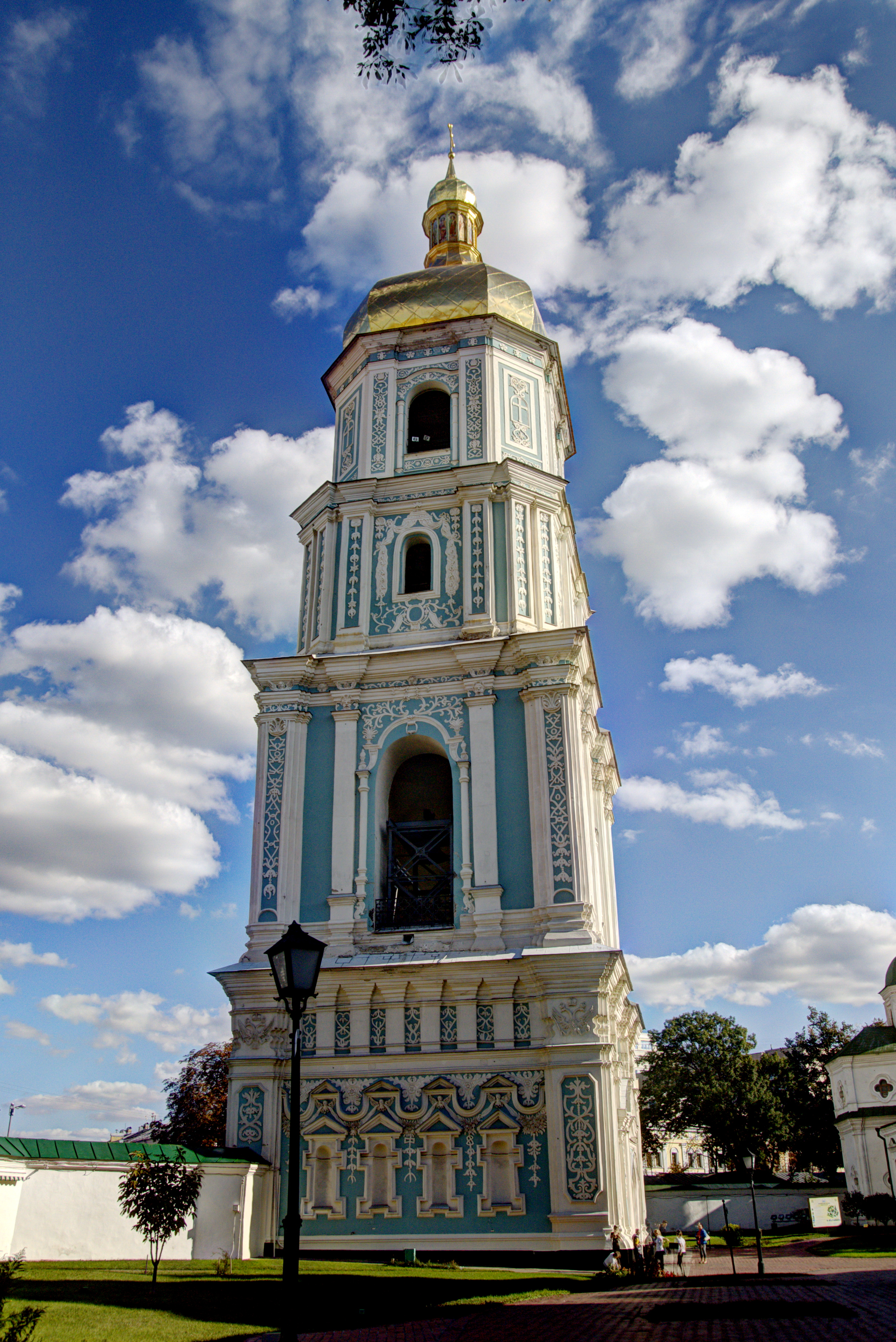
Дзвіниця Софійського собору на Володимирській вулиці

Бібліотека ім. Максимовича

- № 2 — Давнє київське городище; історичний та адміністративний центр Давнього Києва; фундаменти Десятинної церкви та князівських палаців
- № 3 — садиба Трубецьких, 1820-ті роки; фундаменти споруд Х–XII століть (Київська ротонда)
- № 3 — Вікові липи, ясени і каштани — ботанічна пам'ятка природи
- № 4 — житловий будинок 1860-х років, надбудова — 1890-ті роки, пам'ятка архітектури, містобудування та історії (з 2010); попри вимоги Закону України «Про охорону культурної спадщини» у 2020-х роках над чотириповерховою будівлею пам'ятки зведено аттиковий та мансардний поверхи, у 2022 — ще один скляний поверх, а навесні 2023-го триває зведення надбудови над ним[6]
- № 6/1 — Музей історії Десятинної церкви
- № 5,7 — фундаменти церковних споруд XI—XIII століть
- № 10 — колишній Земельний банк, 1903 рік
- № 11 — будівля з аптекою, до 1862 року
- № 13 — Старокиївська пожежна частина, 1850-ті роки
- № 14/8 — прибутковий будинок, 1910—1911 роки
- № 15 — Присутствені місця, 1854—1857 роки
- № 16 — Приватна чоловіча Гімназія Петра
- № 23/27 — прибутковий будинок Міхельсона, 1870-х років
- № 18/2 — прибутковий будинок Іконнікова, 1860, 1900
- № 24 — Софійський собор з дзвіницею та комплекс Софійського монастиря, XI; XVII—XIX століть
- № 33 — Земство, 1913—1914 роки
- № 35 — особняк Беретті, 1848 рік
- № 36 — готель, 1880–90-ті, 1910-ті роки
- № 39 — прибутковий будинок (будинок Сироткіна), 1900—1903 роки, архітектор Карл Шиман
- № 40/2 — прибутковий будинок, 1898 рік, архітектор Олександр Кривошеєв
- № 42 — житловий будинок, середина XIX століття; 1880-ті роки; в 1908—1912 роках тут розташовувався Український клуб
- № 43 — житловий будинок, 1888—1889 роки
- № 45 — житловий будинок, 1891—1892 роки
- № 50 — Театр, 1898—1901 роки
- № 54 — пансіон, 1850-ті роки
- № 56 — колишній “Зразковий пансіон шляхетних дівчат” А. Нельговської[7]
- № 57 — Педагогічний музей, 1913 рік (Будинок вчителя)
- № 58 — бібліотека Університету, 1930 рік)
- № 59 — Парк ім. Тараса Шевченка з пам'ятником Тарасові Шевченку
- № 60 — головний корпус Університету, 1837—1842 роки
- № 61/11 — прибутковий будинок, 1911 рік)
- № 62 — корпус Університету, 1914—1915 роки
- № 64 — ректорат Університету, 1840-ті роки
- № 93 — Будинок з мухами, щойно виявлений об'єкт культурної спадщини; з квітня 2023 року розпочато руйнування пам'ятки[8]

Також історичну та архітектурну цінність мають будинки: № 6, 7, 8, 16, 17, 20, 21, 22, 23, 24, 25, 26, 27, 28, 29, 30, 32, 34, 36, 37, 41, 44, 45, 47, 48, 49 (флігель), 51 (флігель), 52, 55, 61б, 65, 67, 68, 69, 74д, 75, 76а, 77, 78, 78а, 79, 81, 82, 84, 85, 92, 94, 96, 97.

## Особистості
На Володимирській вулиці в різний час народилися, мешкали, працювали, бували ряд визначних діячів культури, науки, мистецтва. Серед них:
- Іван Нечуй-Левицький (мешкав у будинку № 7);
- Амвросій Бучма, Юрій Шумський, Василь Касіян (мешкали у будинку № 14);
- Микола Лєсков (працював у будинку № 15);
- Михайло Іконніков (мешкав у власному будинку № 18/2);
- Михайло Грушевський (виступав з балкона будинку № 21, працював у будинку № 57, у 1927—1930 роках працював у будинку № 35);
- Олександр Вербицький, Володимир Заболотний (мешкали у будинку № 22);
- Володимир Короленко, Григорій Косинка (мешкали у будинку № 24б);
- Михайло Коцюбинський (працював у будинку № 28);
- Віктор Васнецов (мешкав у будинку № 32);
- Олександр Беретті (мешкав у власному будинку № 35);
- Балінський Борис Іванович (мешкав у будинку № 36);
- Ярослав Гашек (мешкав у будинку № 36);
- Юрій Трохимович Тимошенко (Тарапунька) мешкав у будинку #42.
- Михайло Старицький, Олена Пчілка, Микола Лисенко, Олександр Олесь, Михайло Коцюбинський, Леся Українка, Іван Франко, Микола Садовський, Михайло Грушевський, Микола Міхновський (бували в будинку № 42);
- Олександр Вертинський (народився в будинку № 43);
- Микола Мурашко (працював у будинках № 46 (не зберігся) та № 47);
- Михайло Терещенко (мешкав у будинку № 51а);
- Володимир Вернадський, Володимир Липський, Данило Заболотний, Олександр Богомолець, Олександр Палладін (працювали в будинку № 54);
- Володимир Винниченко, Симон Петлюра (працювали в будинку № 57);
- Олександр Ільченко (мешкав у будинку № 73);
- Олександр Блок (мешкав у будинку № 79).

У будівлі Київського університету (в минулому — Імператорський Університет св. Володимира, нині — Київський національний університет імені Т. Г. Шевченка) у різний час навчалися та працювали Михайло Максимович, Микола Бунге, Вінченцо Беретті, Тарас Шевченко, Микола Костомаров, Михайло Драгоманов, Іван Вернадський, Михайло Старицький, Микола Лисенко, Павло Чубинський, Данило Заболотний, Отто Шмідт, Феофіл Яновський, Михайло Грушевський, Олександр Кістяковський, Михайло Булгаков, Костянтин Паустовський, Максим Рильський, Олександр Богомолець, Ярослав Івашкевич, Павло Тутковський, Микола Біляшівський, Микола Бенардос, Микола Стражеско та ряд інших вчених, письменників, лікарів, винахідників, політичних та громадських діячів.

## Пам'ятники
- Пам'ятник Миколі Лисенку
- Пам'ятник Михайлові Грушевському
- Пам'ятник рятувальникам (2021, бронза; авторка проєкту Марина Гордієнко, скульптор Всеволод Маковій) біля будівлі Головного управління ДСНС у місті Києві (Володимирська вул., 13)[9][10]

## Меморіальні дошки
- буд. № 6 — меморіальна дошка на честь археолога та барда Олександра Авагяна (на дошці прізвище написано як Авакян). Виготовлена з металу. Встановлена друзями на будинку, де він мешкав.
- буд. № 9 — меморіальна дошка на честь художника, професора Михайла Дерегуса (1904–1997), який жив у цьому будинку в 1973–1997 роках. Виготовлена з бронзи.
- буд. № 19 — меморіальна дошка на честь журналіста Якова Давидзона (1912–1998), який мешкав у цьому будинку в 1977–1994 роках. Виготовлена у вигляді бронзового горельєфу.
- буд. № 20 — меморіальна дошка на честь президента академії архітектури України Володимира Заболотного, який жив у цьому будинку в 1945–1962 роках. Виготовлена у вигляді мармурового барельєфу за проєктом скульптора М. Шутилова та архітектора Дмитра Антонюка. Відкрита у 1993 році.
- буд. № 23-В — меморіальна дошка на честь Леся Курбаса (1887–1937). Виготовлена у вигляді бронзового барельєфу за проєктом художників Ф. Майстренка та В. Небоженка. Відкрита 27 лютого 2012 року.
- буд. № 24 — меморіальна дошка на честь письменника Григорія Косинки, який мешкав у цьому будинку в 1924–1933 роках. Виготовлена з бронзи, у вигляді скульптурного портрету (скульптор Галина Кальченко, архітектор Анатолій Ігнащенко). Відкрита 2 червня 1971 року.
- буд. № 28 — меморіальна дошка на честь російського художника Віктора Васнецова (1848–1926), який мешкав у цьому будинку в 1885–1889 роках. Виготовлена у вигляді гранітного барельєфа за проєктом скульптора Оксана Супрун та архітектора Валентини Корнєєвої. Відкрита 10 травня 1963 року.
- буд. № 30 — меморіальна дошка на честь генерал-полковника Віктора Банних, голови Державного комітету у справах охорони державного кордону, командуючого прикордонними військами України у 1995–1999 роках. Виготовлена у вигляді барельєфу з бронзи та граніту, відкрита у 2011 році.
- буд. № 30 — меморіальна дошка на честь генерала Валерія Олександровича Губенка, голови Державного комітету у справах охорони державного кордону, командуючого прикордонними військами України у 1991–1994 роках. Виготовлена у вигляді барельєфу з бронзи та граніту, відкрита у 2011 році.
- буд. № 34 — меморіальна дошка на честь чеського діяча антиавстрійського опору, правника Вацлава Вондрака (1880–1962), який працював у цьому будинку в 1901–1918 роках. Виготовлена з бронзи.
- буд. № 35 — меморіальна дошка на честь Михайла Грушевського, який працював у цьому будинку в 1927–1930 роках. Виготовлена у вигляді бронзового барельєфу за проєктом скульптора Георгія Пустовойта та архітектора В'ячеслава Дормідонтова. Встановлена у червні 1994 року.
- буд. № 36 — меморіальна дошка на честь чеського письменника Ярослава Гашека, який жив і працював у цьому будинку в 1916—1918 роках. Виготовлена у вигляді мармурового барельєфу за проєктом скульптора Михайла Декерменджі та архітектора П. Є. Захарченка. Відкрита у 1970 році.
- буд. № 43 — меморіальна дошка на честь співака Олександра Вертинського (1889–1957), який народився у цьому будинку. Виготовлена у вигляді бронзового барельєфу за проєктом скульптора Миколи Рапая та архітектора В'ячеслава Дормідонтова, відкрита у 1995 році.
- буд. № 44 — меморіальна дошка на честь вченого-гідробіолога, академіка Олександра Топачевського, який працював у цьому будинку в 1959–1973 роках. Виготовлена у вигляді бронзового горельєфу.
- буд. № 46 — меморіальна дошка на честь композитора, заслуженого діяча мистецтв УРСР, професора Михайла Скорульського, який жив і працював у цьому будинку в 1944–1950 роках. Виготовлена з чавуну у вигляді барельєфу, за проєктом скульптора Еліуса Фрідмана та архітектора Миколи Іванченка, відкрита 14 березня 1964 року.
- буд. № 47 — меморіальна дошка на честь польського письменника, лікаря, педагога Януша Корчака (1878—1942), який працював у цьому будинку під час Першої світової війни. Виготовлена у вигляді бронзового барельєфу за проєктом скульптора І. Григор'єва, відкрита 20 листопада 2012 року.
- буд. № 48-А — меморіальна дошка на честь вченого, Героя Соціалістичної праці Миколи Стражеска (1876–1952), який мешкав у цьому будинку в 1943–1952 роках. Перша дошка була виготовлена з мармуру архітектором Ісроелєм Шмульсоном і відкрита 5 березня 1954 року. У 1992 році її замінено на бронзовий барельєф роботи скульптора Миколи Рапая.
- буд. № 50 — меморіальна дошка на місці загибелі від рук гестапо крайового провідника ОУН на східноукраїнських землях Дмитра Мирона («Орлика»). Виготовлена у вигляді бронзового барельєфу за проєктом скульптора Олеся Сидорука, відкрита в 1997 році.
- буд. № 51-53[11][12] — меморіальна дошка на честь віце-президента АН УРСР академіка Петра Погребняка (1900–1976), який мешкав у цьому будинку в 1970–1976 роках. Виготовлена у вигляді бронзового барельєфу за проєктом скульптора Івана Гончара та архітектора Анатолія Ігнащенка. Відкрита 10 липня 1979 року.
- буд. № 51-А — меморіальна дошка на честь поета і перекладача Миколи Терещенка, який мешкав і працював у цьому будинку в 1928–1966 роках. Перша дошка була виготовлена у вигляді бронзового барельєфу скульпторами Іваном Шаповалом та художником Юрієм Улитько, відкрита 4 червня 1971 року. У вересні 1985 року її замінили на бронзовий барельєф роботи скульптора Олександра Скоблікова, архітекторів Г. А. Щербини та К. Н. Сидорова.
- буд. № 54 — меморіальна дошка на честь ученого-патофізіолога, президента Академії Наук УРСР Олександра Богомольця (1881–1946), який працював у цьому будинку. Першу мармурову дошку відкрито 19 червня 1947 року, у червні 1976 року її замінено на нову, створену архітектором Іриною Малаковою.
- буд. № 54 — меморіальна дошка на честь ученого-історика та правознавця, президента Академії Наук УРСР Миколи Василенка (1877–1935), який працював у цьому будинку в 1921–1922 роках. Виготовлена з мармуру.
- буд. № 54 — меморіальна дошка на честь першого президента Академії Наук УРСР, геолога Володимира Вернадського (1863–1945), який працював у цьому будинку в 1918–1921 роках. Першу мармурову дошку відкрито 23 серпня 1963 року (архітектор П. Є. Захарченко), у червні 1976 року її замінено на нову, за проєктом архітектора Ірини Малакової.
- буд. № 54 — меморіальна дошка на честь президента всеукраїнської Академії Наук, ученого-мікробіолога та епідеміолога Данила Заболотного (1866—1929), який працював у цьому будинку в 1928–1929 роках. Виготовлена з мармуру, відкрита 20 грудня 1966 року, реставрована у липні 1977 року архітектором Іриною Малаковою.
- буд. № 54 — меморіальна дошка на честь президента всеукраїнської Академії Наук, ученого-історика та етнографа Ореста Левицького (1848–1922), який у 1922 році працював у цьому будинку. Виготовлена з мармуру.
- буд. № 54 — меморіальна дошка на честь президента всеукраїнської Академії Наук, ученого-ботаніка Володимира Липського (1863–1937), який працював у цьому будинку в 1922–1928 роках. Виготовлена з мармуру за проєктом архітектора Ірини Малакової, відкрита 27 червня 1977 року.
- буд. № 54 — меморіальна дошка на честь президента Академії Наук УРСР, ученого-біохіміка Олександра Палладіна (1885–1972), який працював у цьому будинку в 1946–1962 роках. Відкрита 27 березня 1974 року, у червні 1977 року замінена на мармурову дошку за проєктом архітектора Ірини Малакової.
- буд. № 60 — меморіальна дошка на честь архітектора Вінченцо Беретті (1781–1842), автора головного корпусу Київського університету. Виготовлена у вигляді бронзового барельєфу, відкрита 15 жовтня 2009 року.
- буд. № 60 — меморіальна дошка на честь математика, академіка Миколи Боголюбова (1909–1992), який працював в університеті. Виготовлена у вигляді бронзового барельєфу, відкрита 21 вересня 2009 року.
- буд. № 60 — меморіальна дошка на честь історика Михайла Грушевського, який навчався у цьому університеті у 1886–1894 роках. Виготовлена у вигляді бронзового барельєфу, відкрита у 1996 році, скульптор Іван Макогон, архітектор Анатолій Ігнащенко.
- буд. № 60 — меморіальна дошка на честь ученого і громадського діяча Михайла Петровича Драгоманова, який навчався і працював у цьому університеті у 1859–1876 роках. Виготовлена у вигляді бронзового барельєфу, відкрита у 1991 році, скульптор Борис Довгань, архітектор Флоріан Юр'єв.
- буд. № 60 (приміщення університету, ауд. 447) — меморіальна дошка на честь геолога Миколи Андрусова, який з 1904 по 1912 рік працював у геологічній лабораторії, що знаходилася у цьому місці. Виготовлена з мармуру, відкрита у 1959 році.
- буд. № 60 — меморіальна дошка на честь першого ректора Київського університету Михайла Максимовича (1804–1873). Виготовлена у вигляді бронзового барельєфу за проєктом скульптора Олександра Костіна та архітектора Миколи Кислого, встановлена у 1994 році.
- буд. № 60 (приміщення університету, ауд. 265) — меморіальна дошка на честь Сергія Навашина, який 5 вересня 1898 року в цій аудиторії, на засіданні X з'їзду Російських натуралістів та лікарів зробив доповідь про відкриття подвійного запліднення у покритонасінних рослин. Виготовлена з мармуру, відкрита у 1973 році.
- буд. № 60 (приміщення університету, ауд. 460) — меморіальна дошка на честь мінералогічної лабораторії, яка знаходилася тут раніше і де працював у 1845–1901 роках засновник київської школи геологів та петрографів, завідувач кафедри геології і мінералогії — професор Костянтин Феофілактов. Виготовлена з мармуру, відкрита у 1959 році.
- буд. № 60 — меморіальна дошка на честь Тараса Шевченка, який у 1845–1847 роках був співробітником Археографічної комісії та працював у цьому будинку. Виготовлена у вигляді бронзового барельєфу за проєктом скульптора Олександра Ковальова та архітектора Василя Гнєздилова, відкрита 17 травня 1961 року.
- буд. № 64 — меморіальна дошка на честь художника-графіка Георгія Нарбута, який мешкав у цьому будинку в 1917 році. Виготовлена у вигляді бронзового барельєфу за проєктом скульптора В'ячеслава Клокова та архітектора Миколи Кислого, відкрита у 1992 році.
- буд. № 65 — меморіальна дошка на честь Двічі Героя Радянського Союзу, льотчика-космонавта СРСР Павла Поповича (1930–2009), який працював у цьому будинку в 1991–2009 роках. Виготовлена з граніту, відкрита 12 квітня 2011 року.
- буд. № 73 — меморіальна дошка на честь письменника Олександра Ільченка, який мешкав у цьому будинку в 1972—1994 роках. Відкрита у 2017 році[13].

## Додатково
- У Софійському соборі були поховані Ярослав Мудрий, Володимир Мономах, митрополити Рафаїл Заборовський, Євфимій Болховитинов та ряд інших церковних діячів.
- Саркофаг (гробниця) Ярослава Мудрого — єдина, яка збереглася з часів Київської Русі.
- Ще у 1880-ті роки однією із проблем вулиці була проблема свиней, які порпалися у бруді на проїжджій частині, а також телят, що об'їдали кущі навколо Золотих воріт.
- Першу повість про Швейка «Пригоди солдата Швейка у полоні» Я. Гашек написав, мешкаючи у готелі «Прага» (нині будинок № 36).
- Будівлю школи № 25 (будинок № 1, зведена у 1939 році) було зведено за 5 місяців.

## Згадки у літературі
Окремі події роману «Біла гвардія» Михайла Булгакова розгортаються у будівлі Педагогічного музею та на Володимирській вулиці (втеча Турбіна від петлюрівського патрулю), також у романі згадується популярна в той час кав'ярня-кондитерська «Маркіз» (будинок № 39).

## Галерея

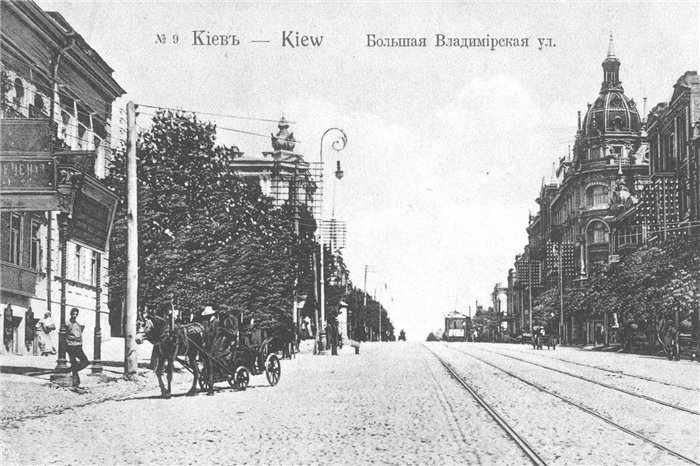
Володимирська (Велика Володимирська) вулиця в 1900 році
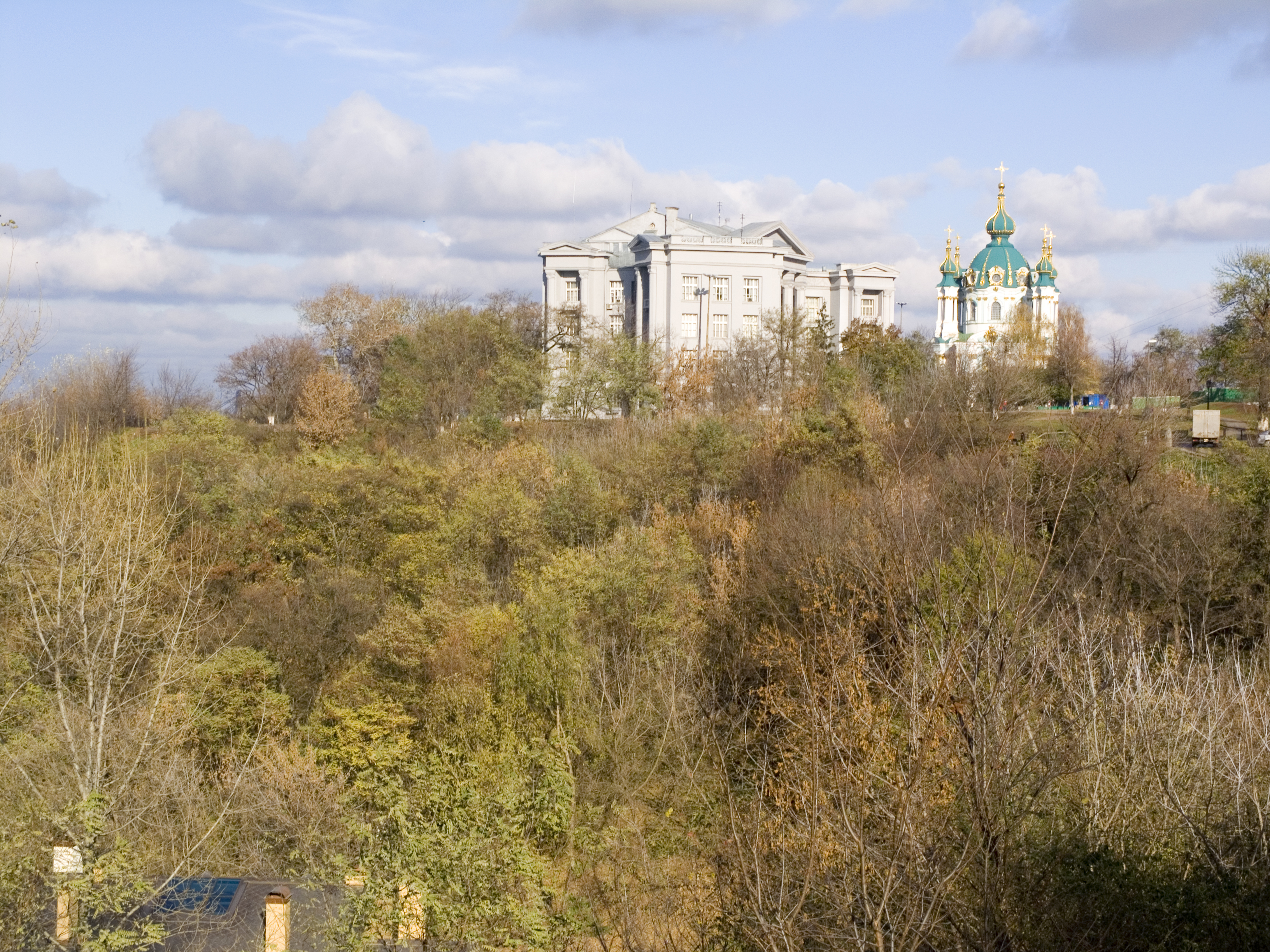
Старокиївська гора
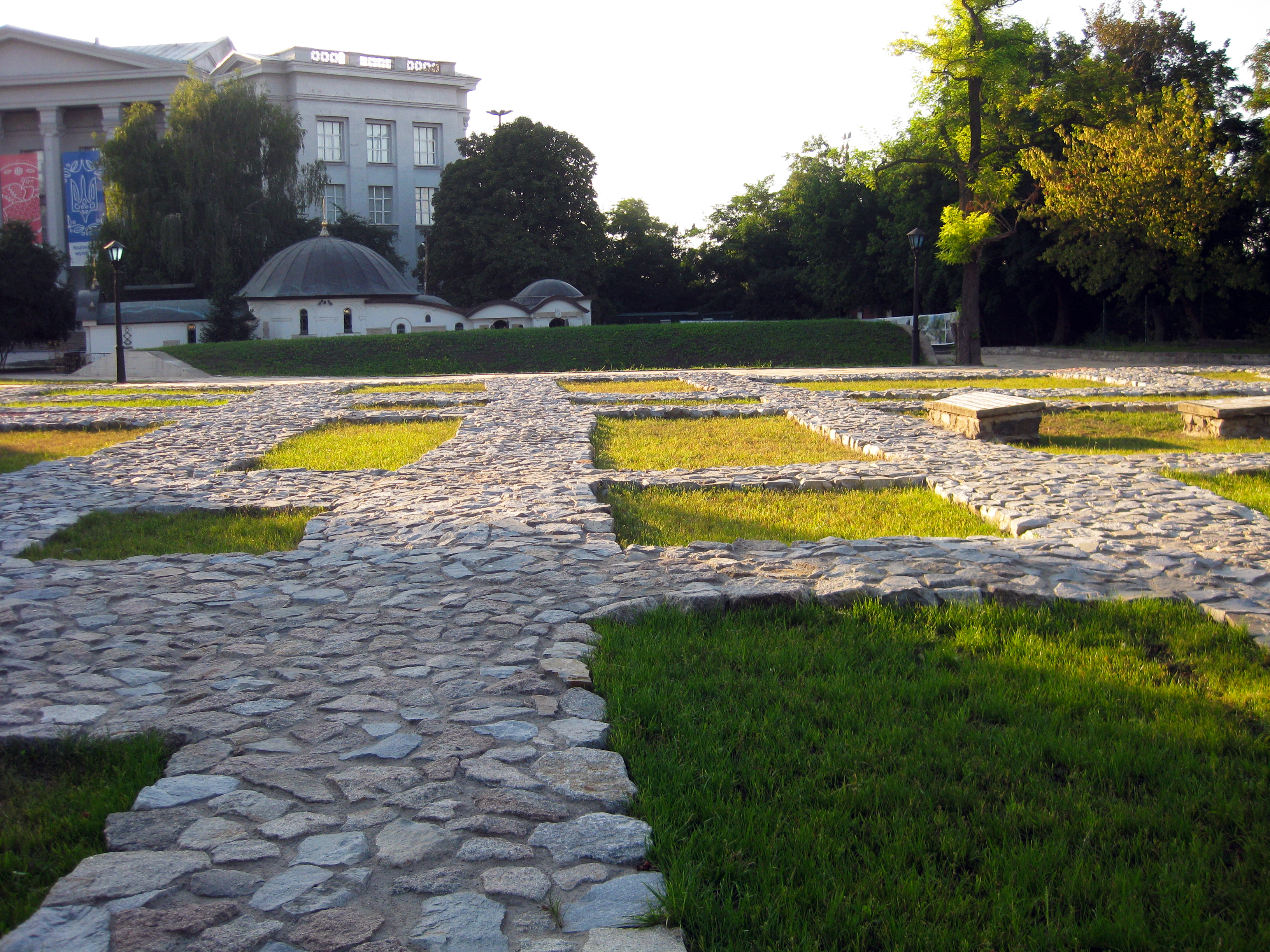
Фундамент Десятинної церкви (садиба № 2)
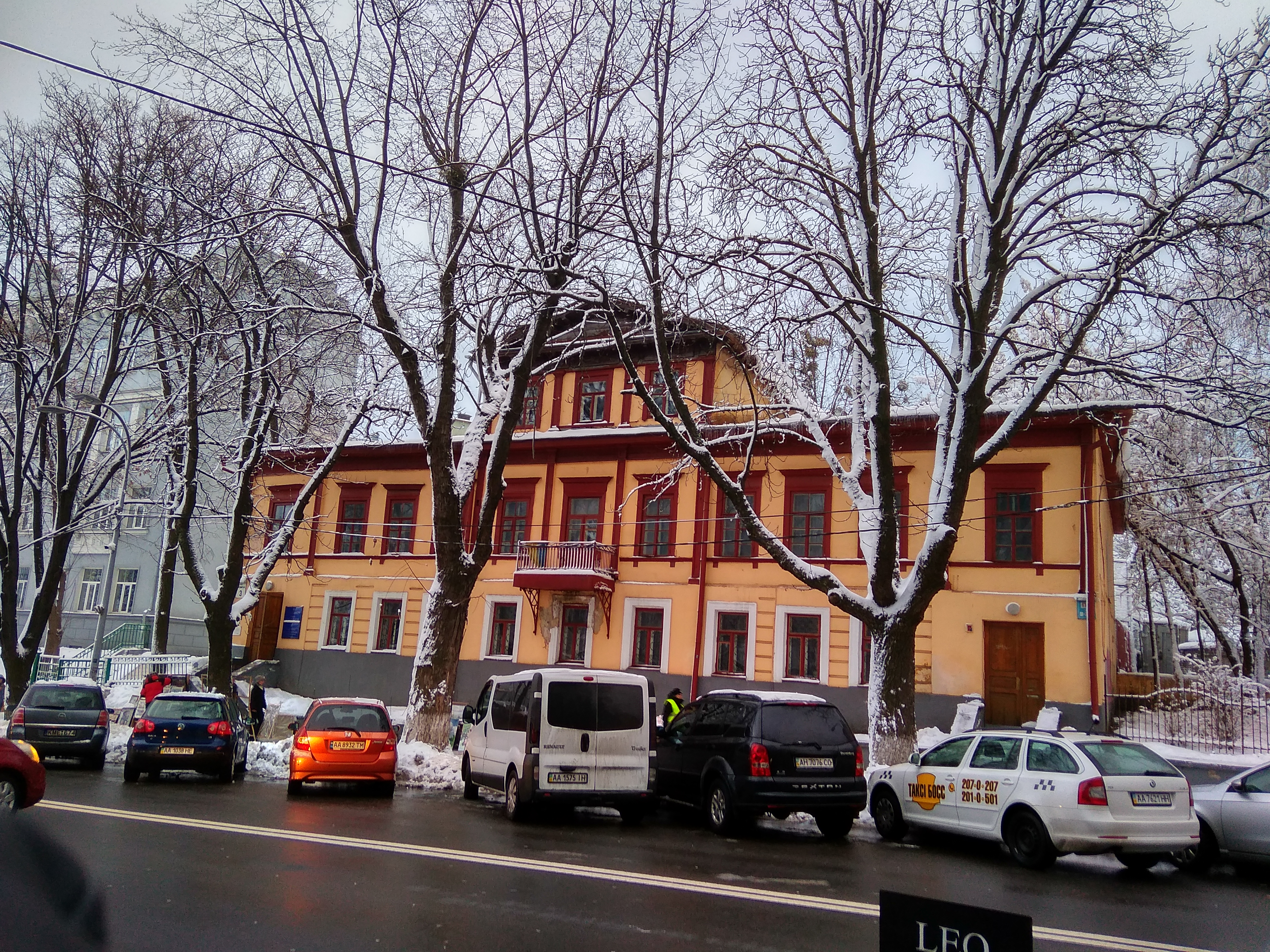
Будинок Трубецьких (буд. № 3)
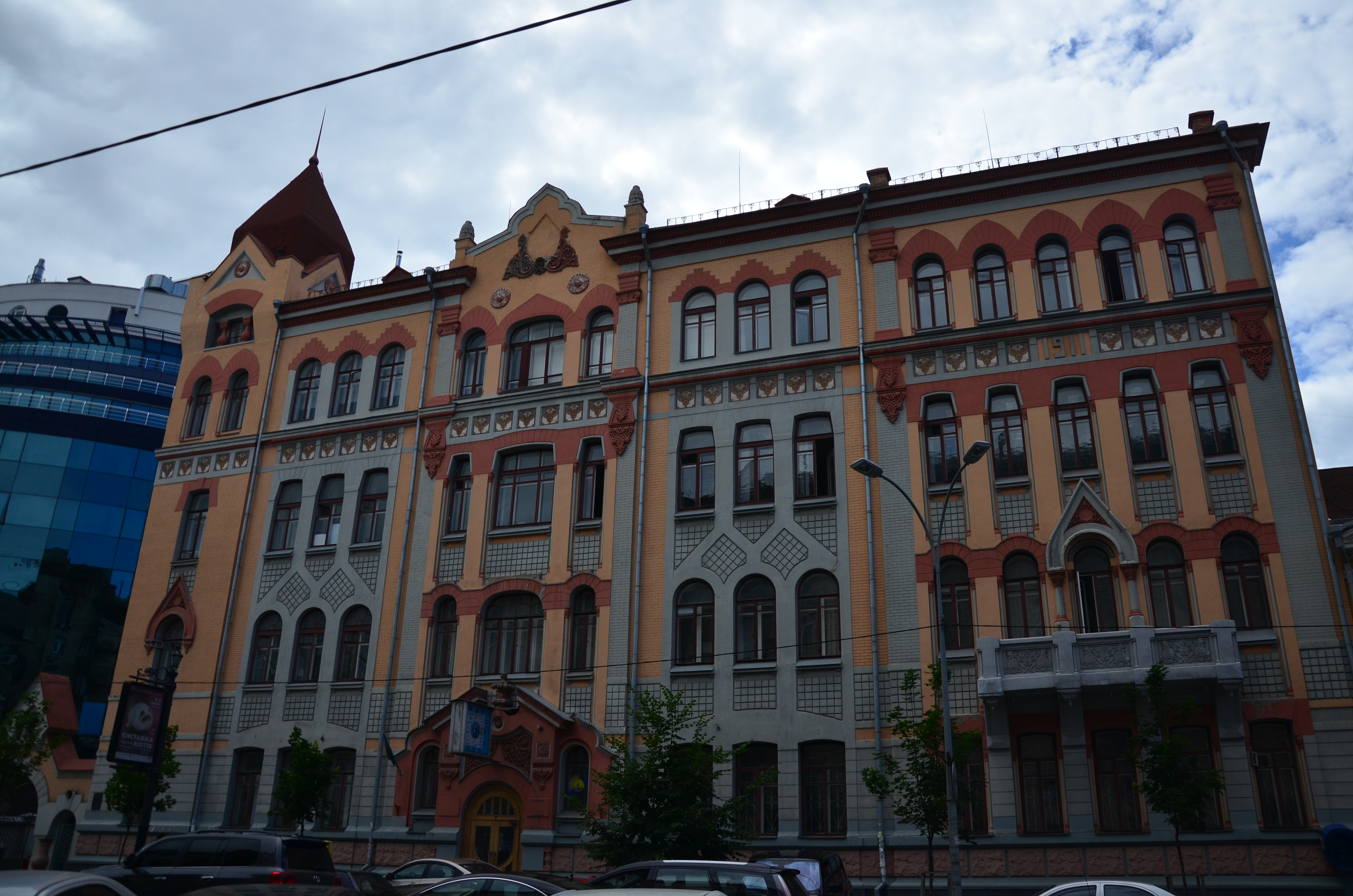
Будинок № 10
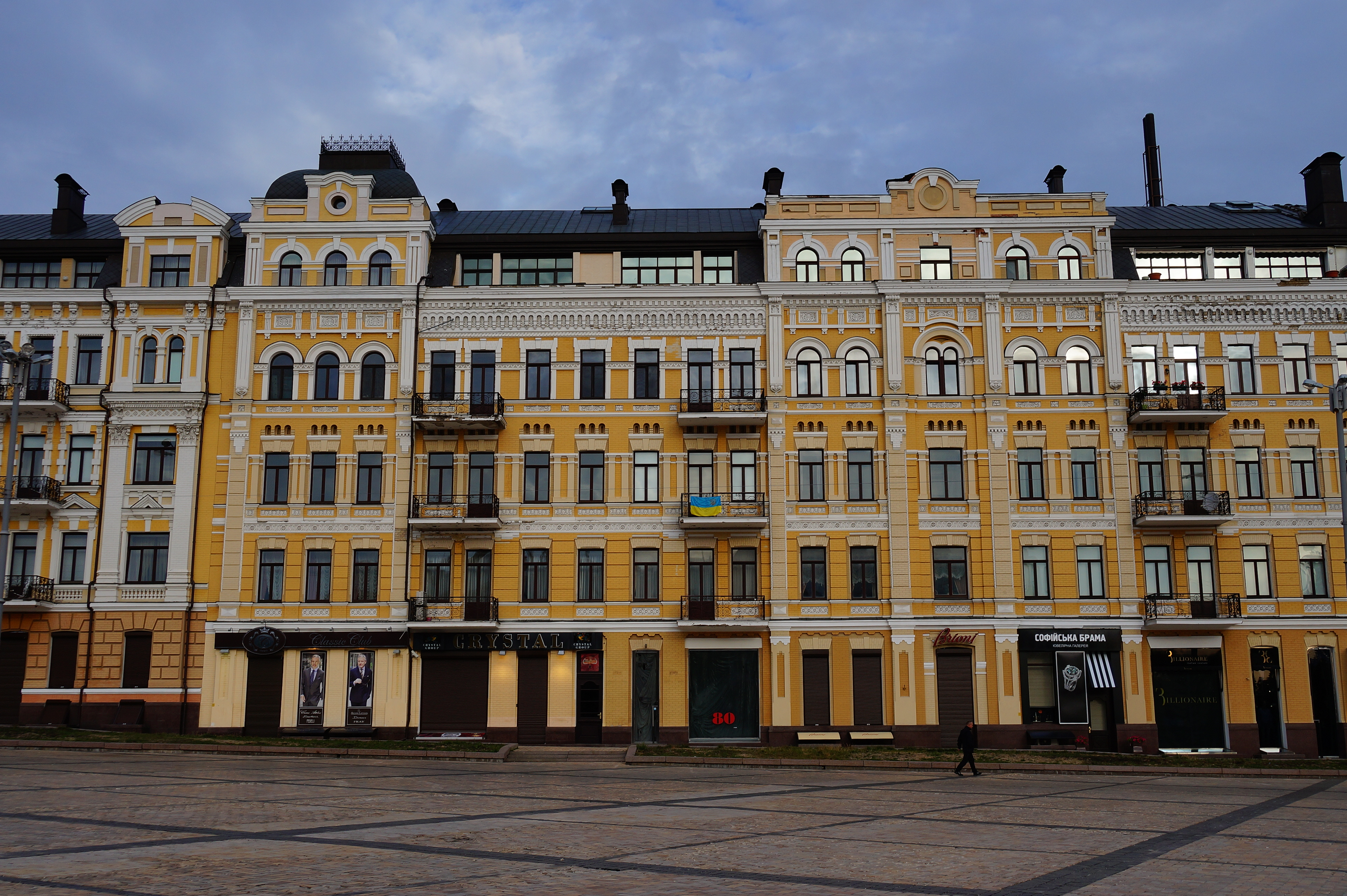
Будинок № 22
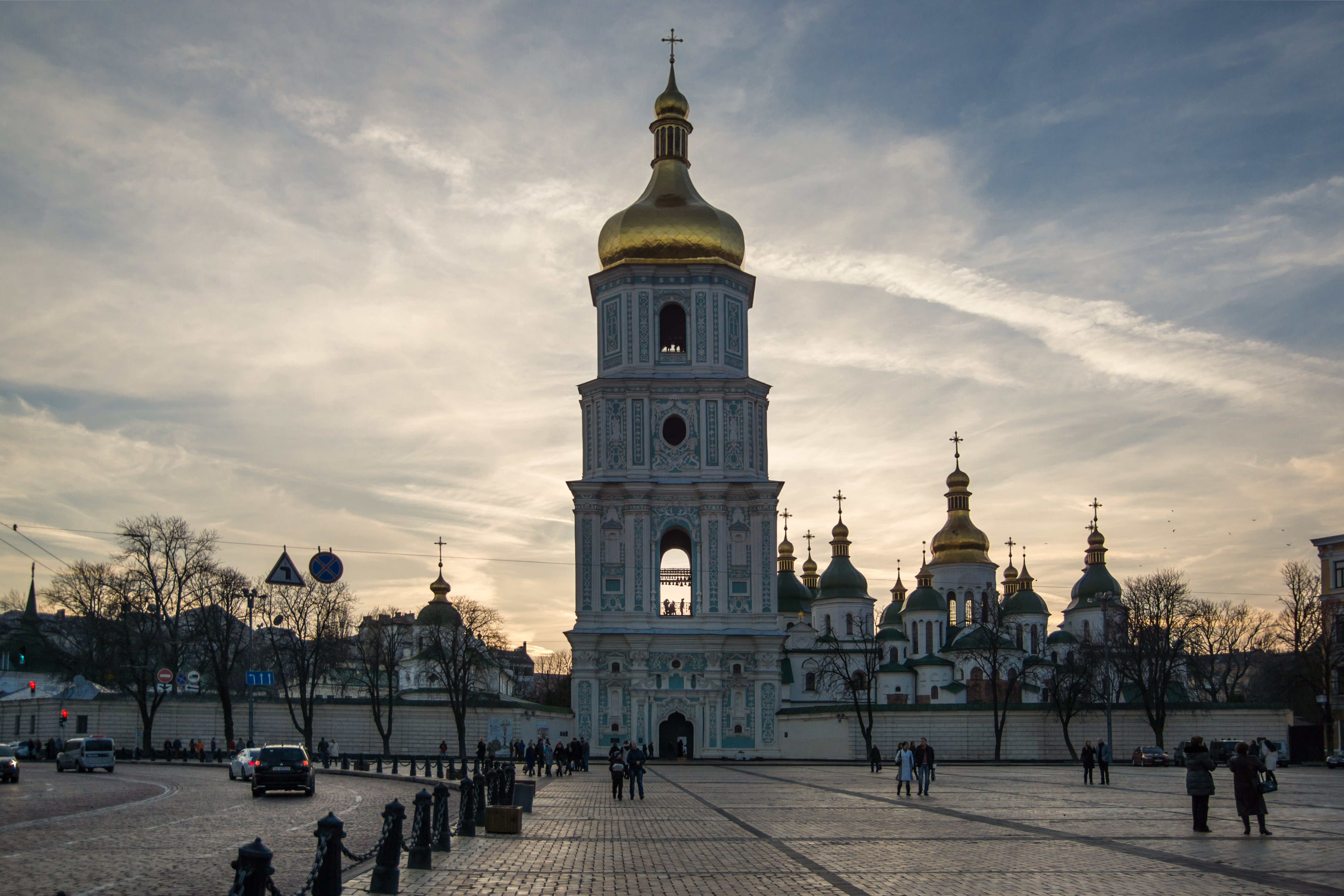
Софійський собор (буд. № 24)
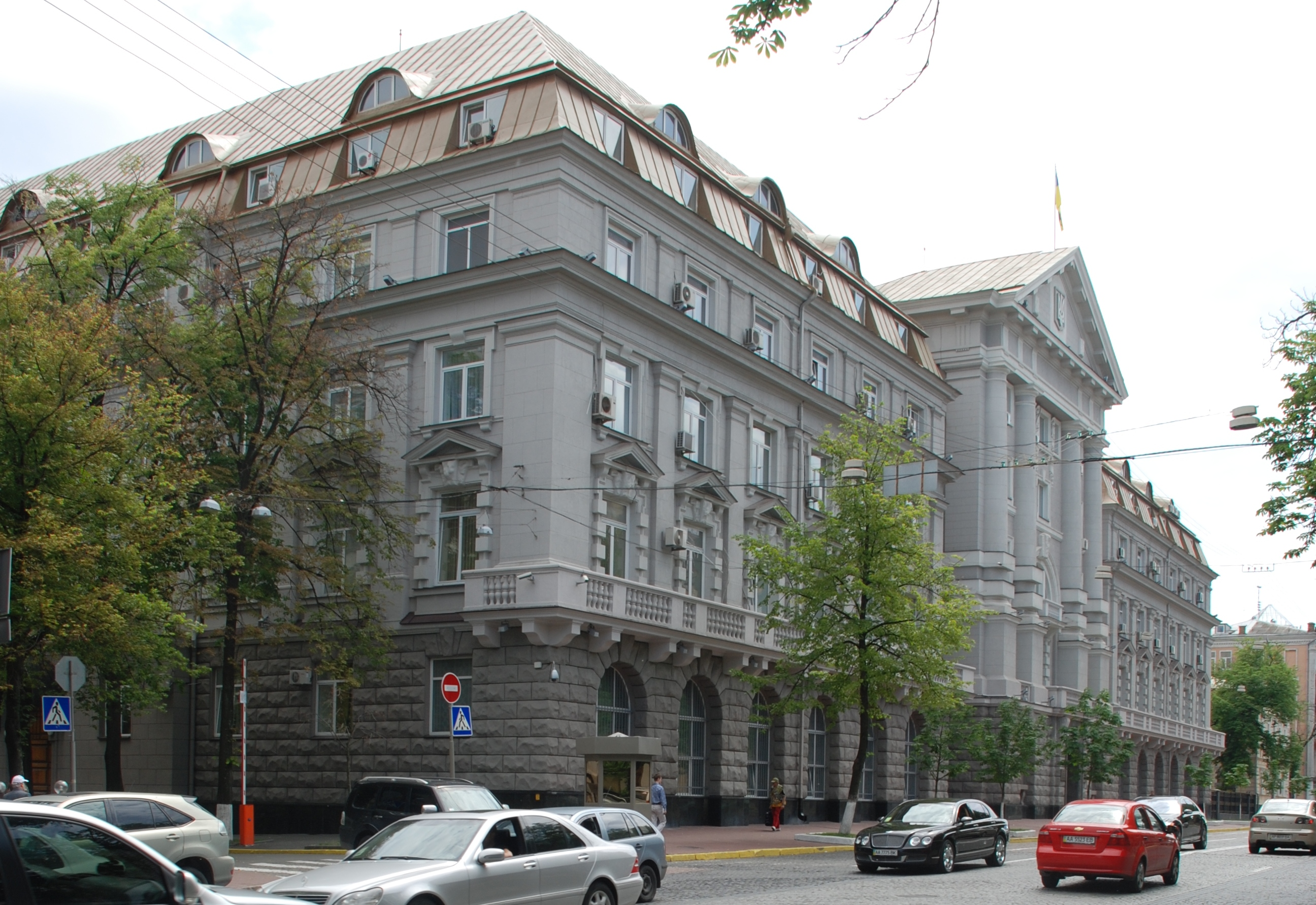
Будівля Служби безпеки України (буд. № 33)
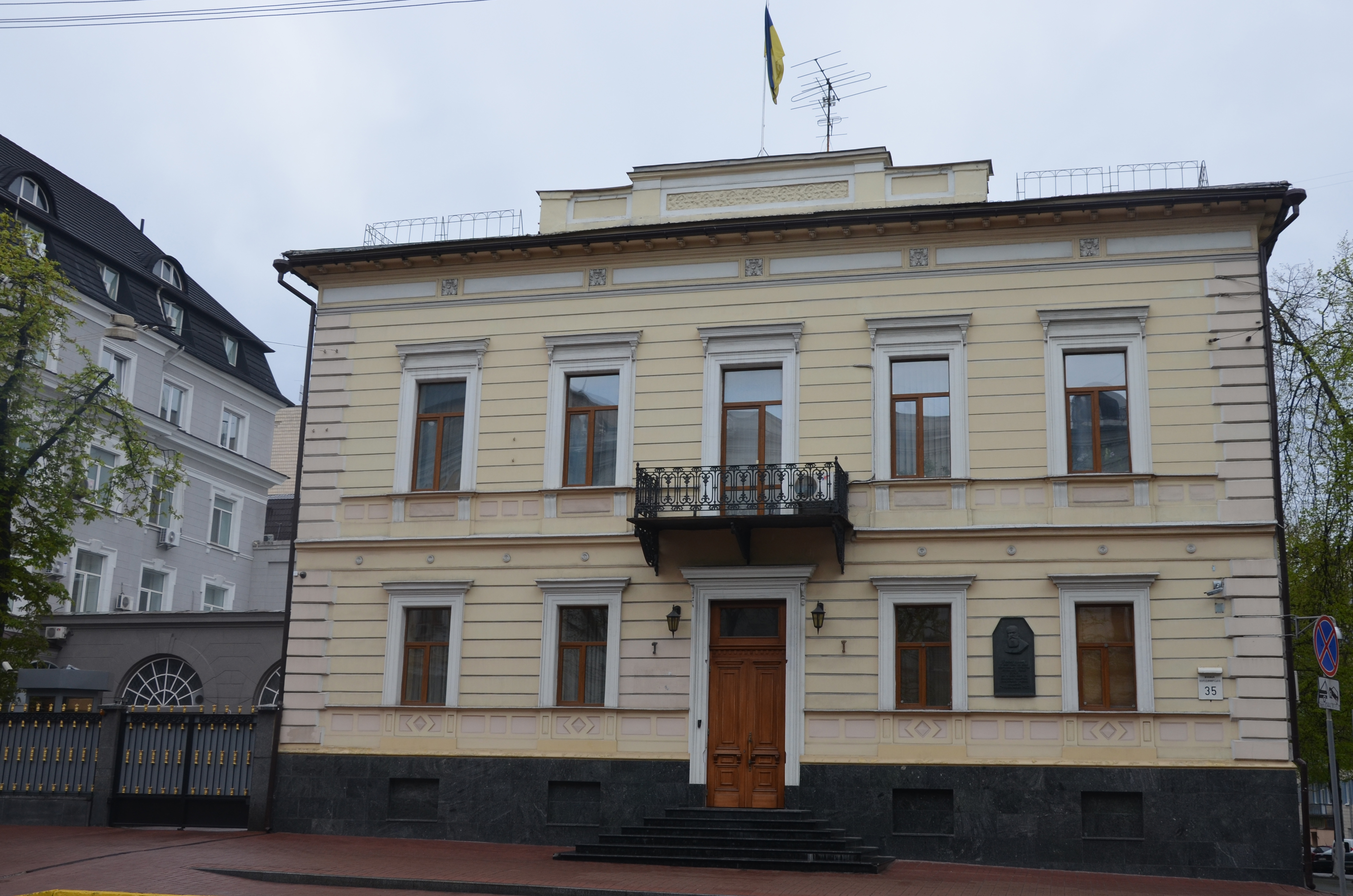
Будинок № 35
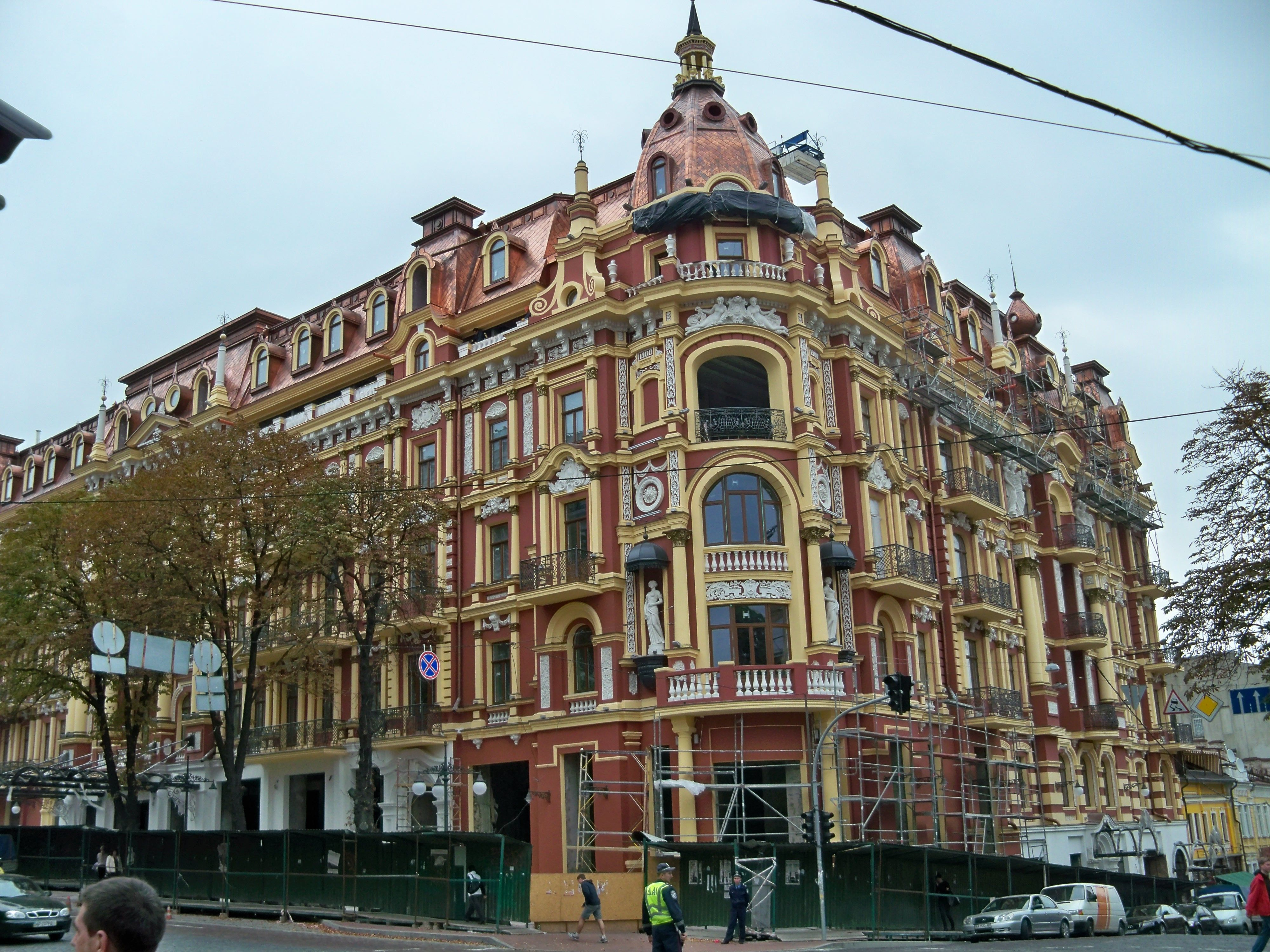
Будинок № 39/24
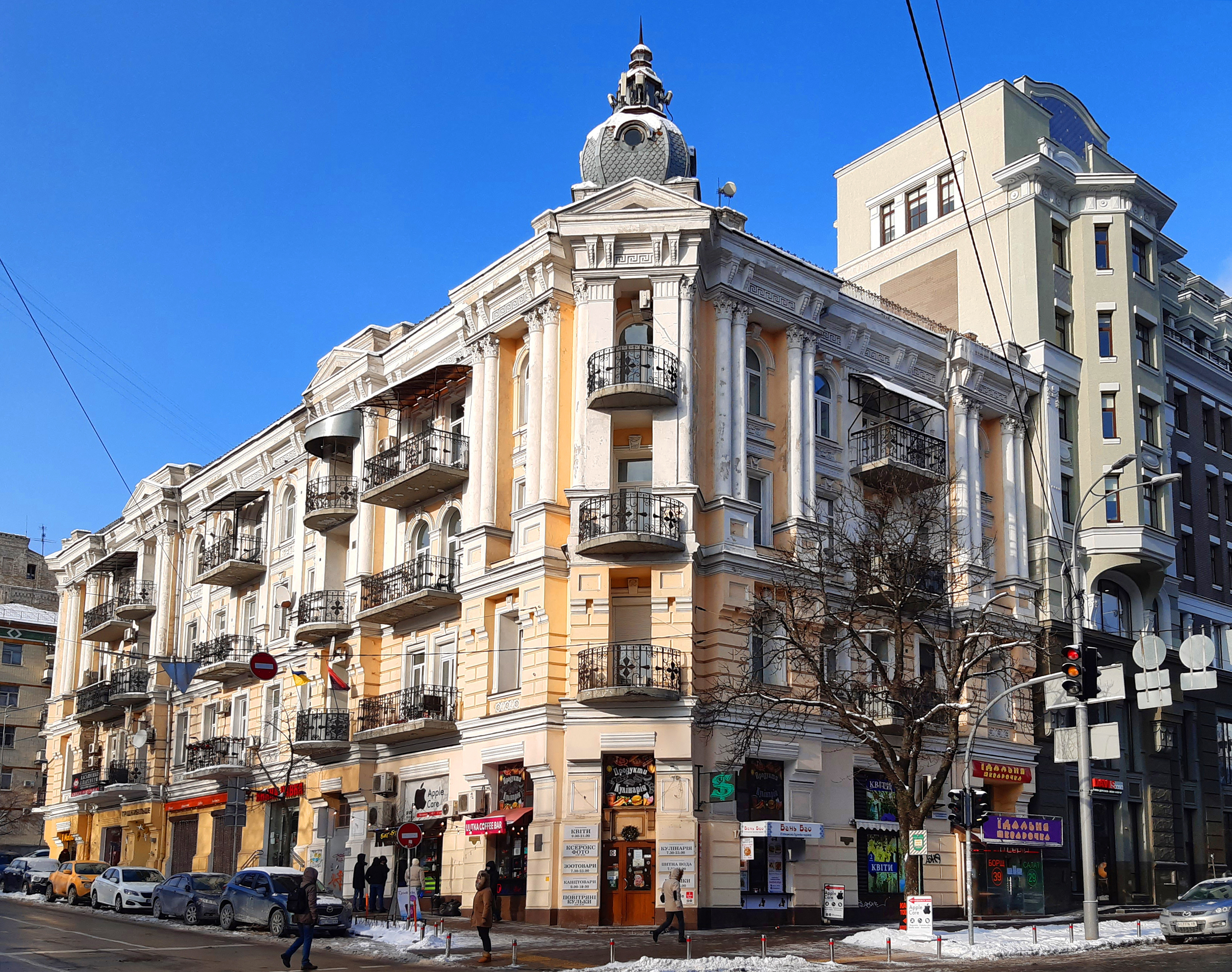
Будинок № 40/2
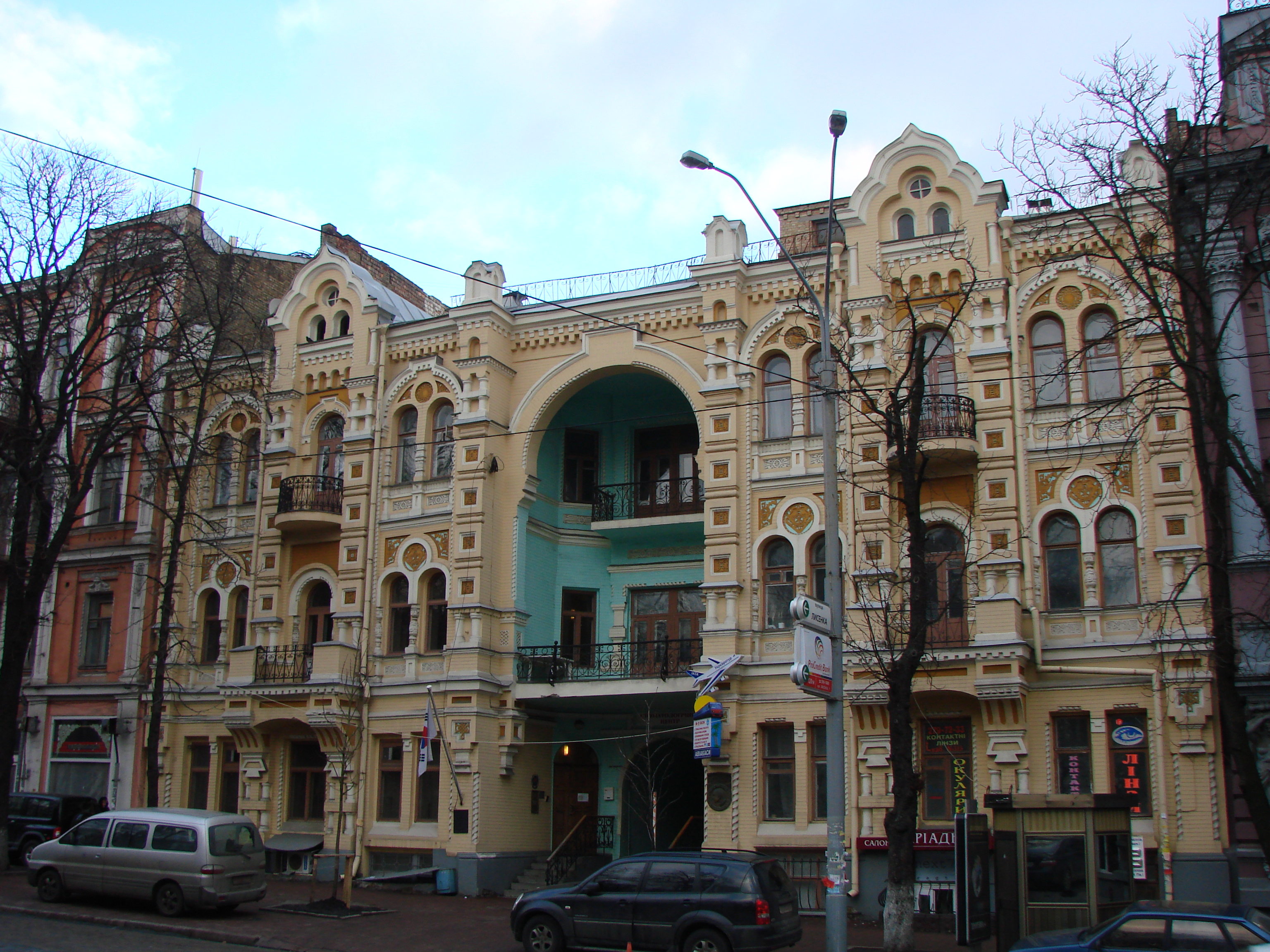
Будинок № 43
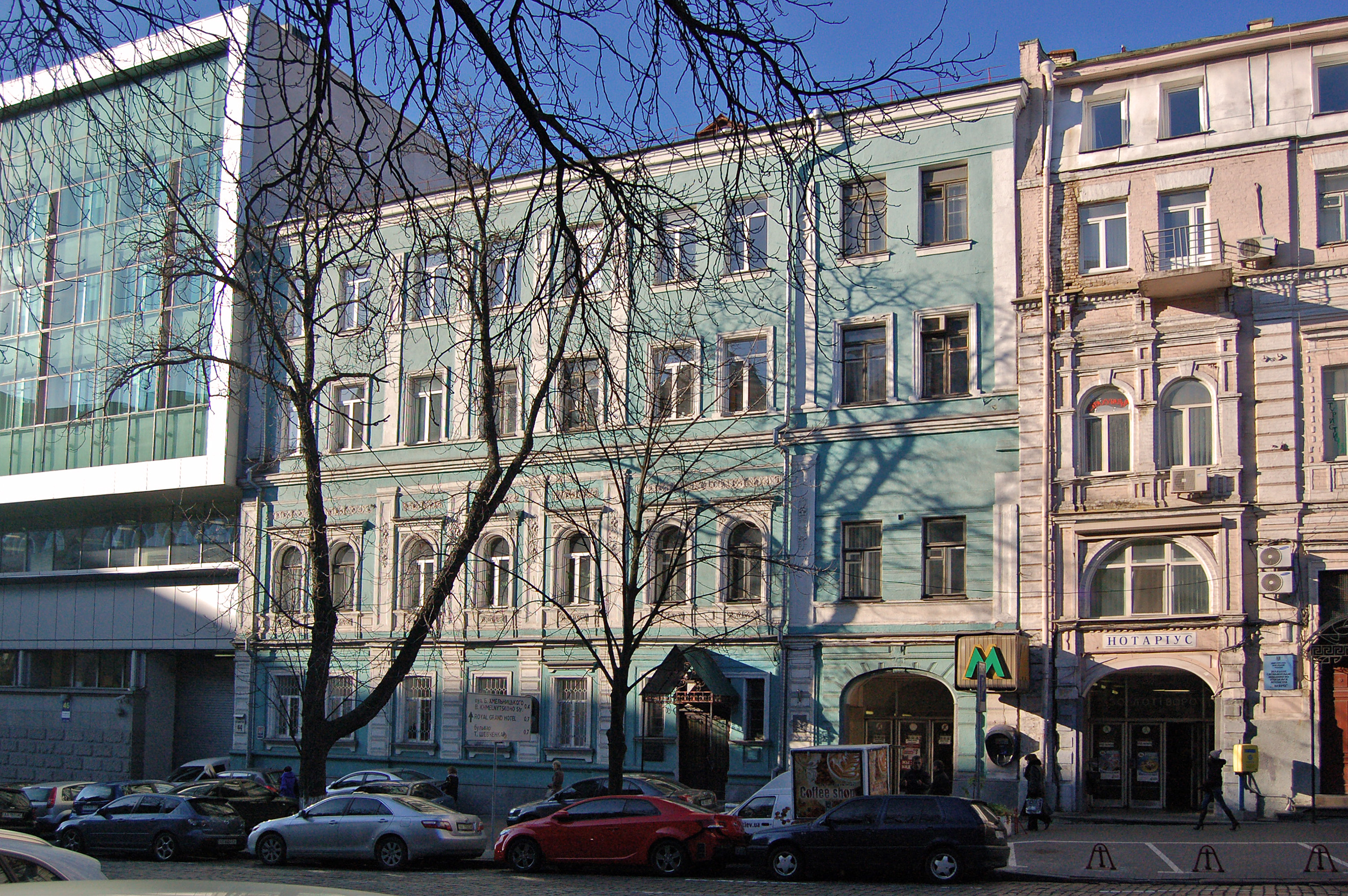
Наземний вестибюль станції «Золоті ворота» (буд. № 44)
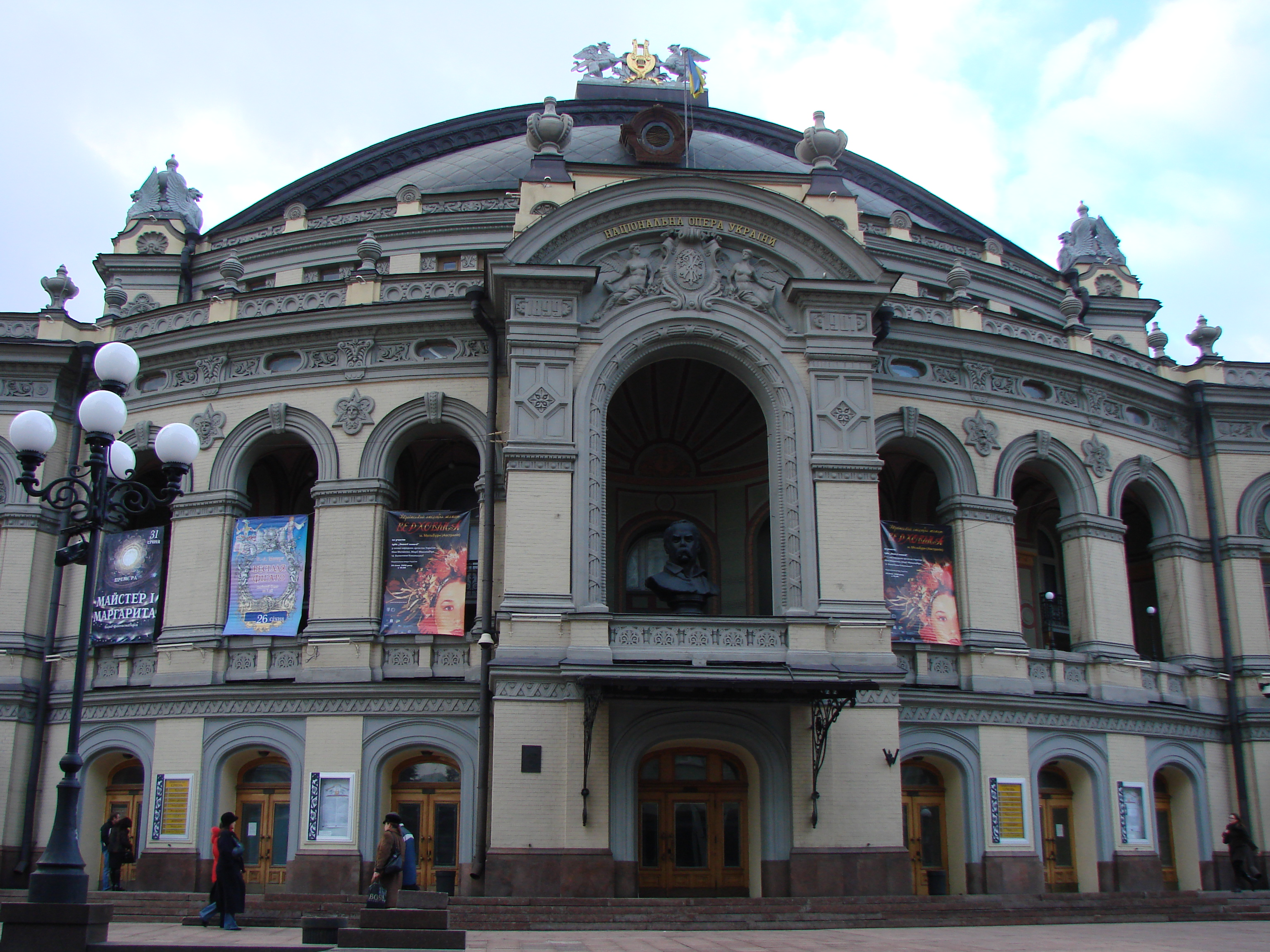
Будинок Національної опери України (буд. № 50)
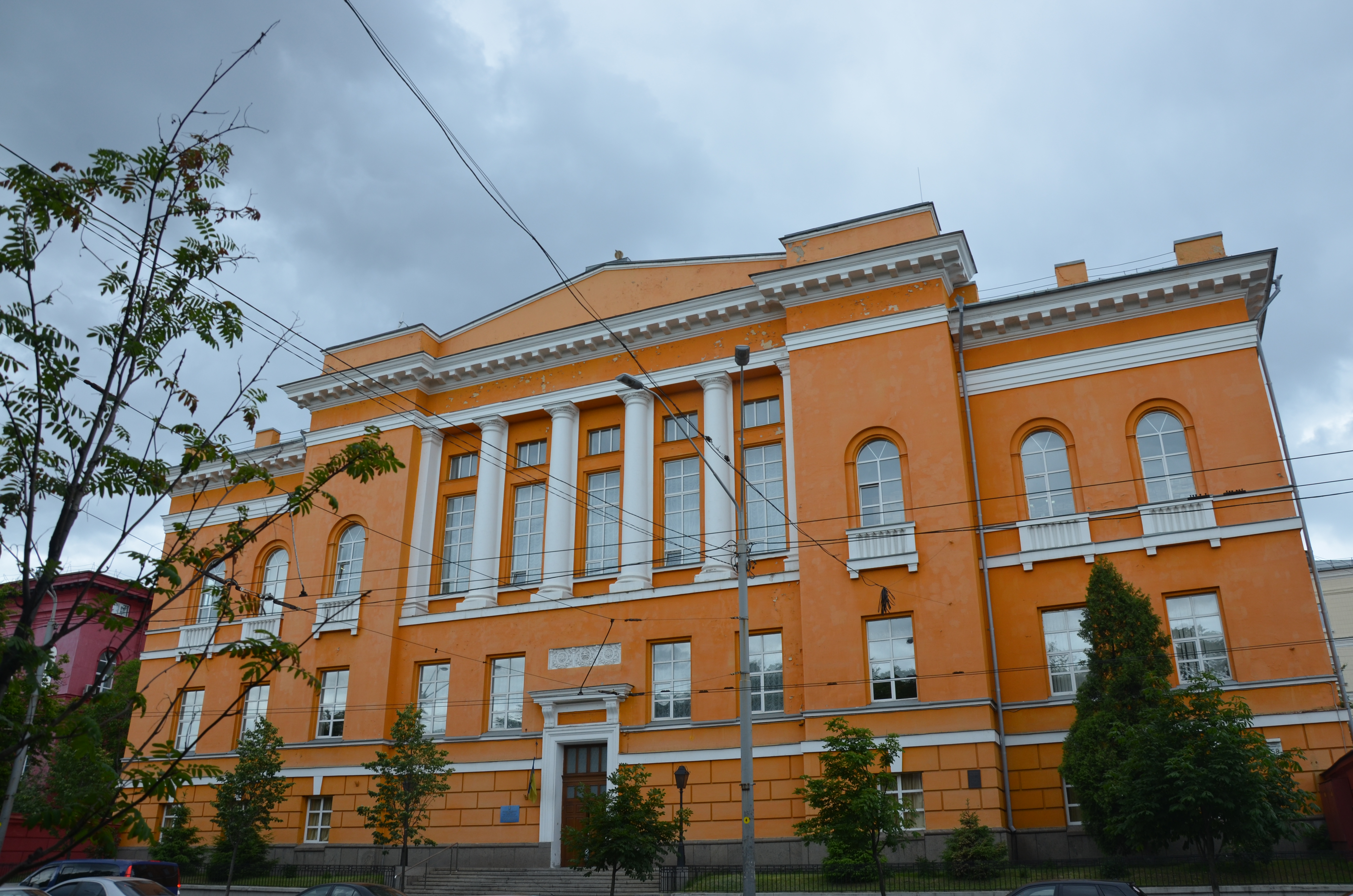
Наукова бібліотека імені Михайла Максимовича (буд. № 58)
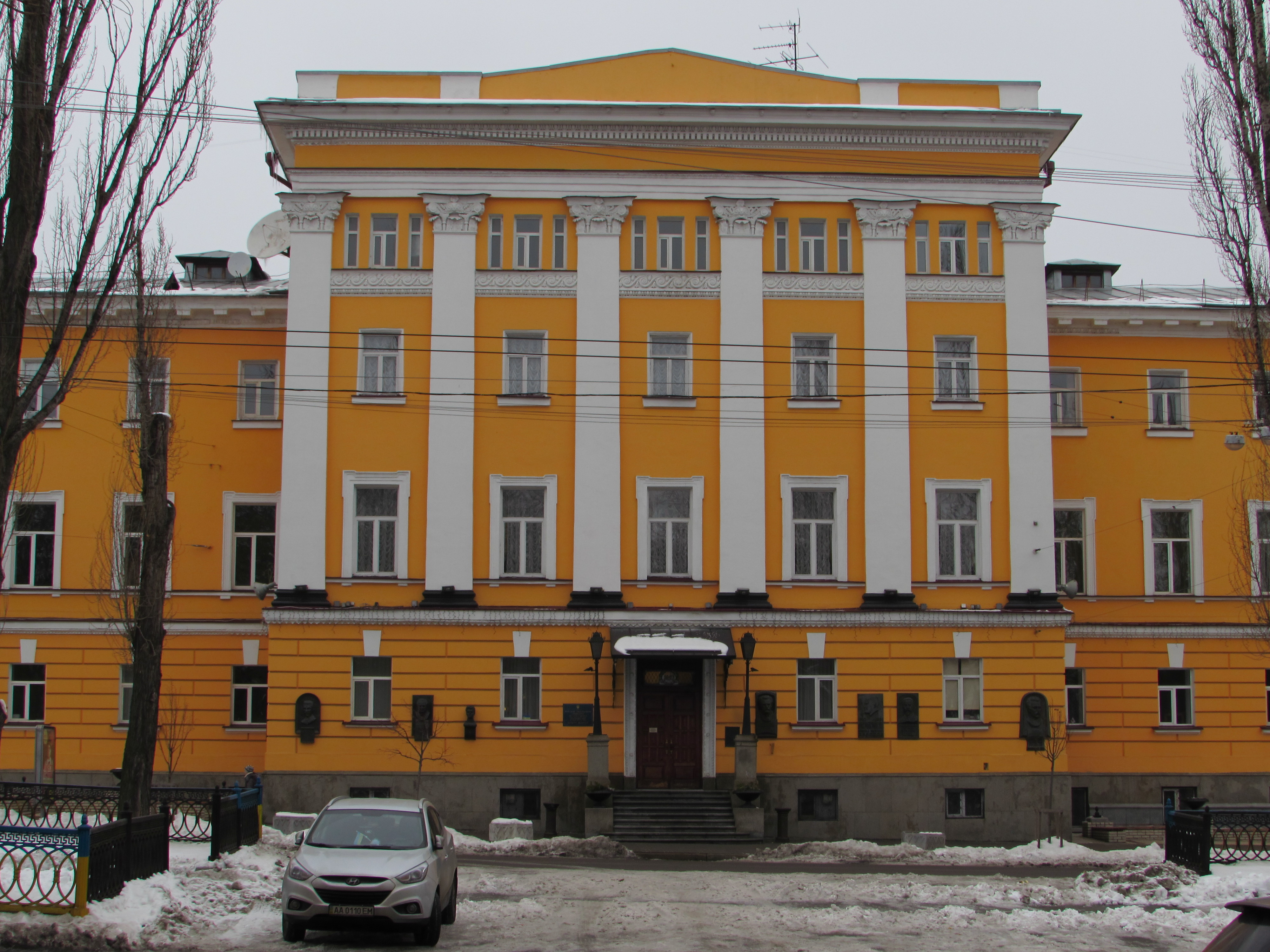
Перша Київська гімназія (чільний фасад з боку бульвару Тараса Шевченка, 14)
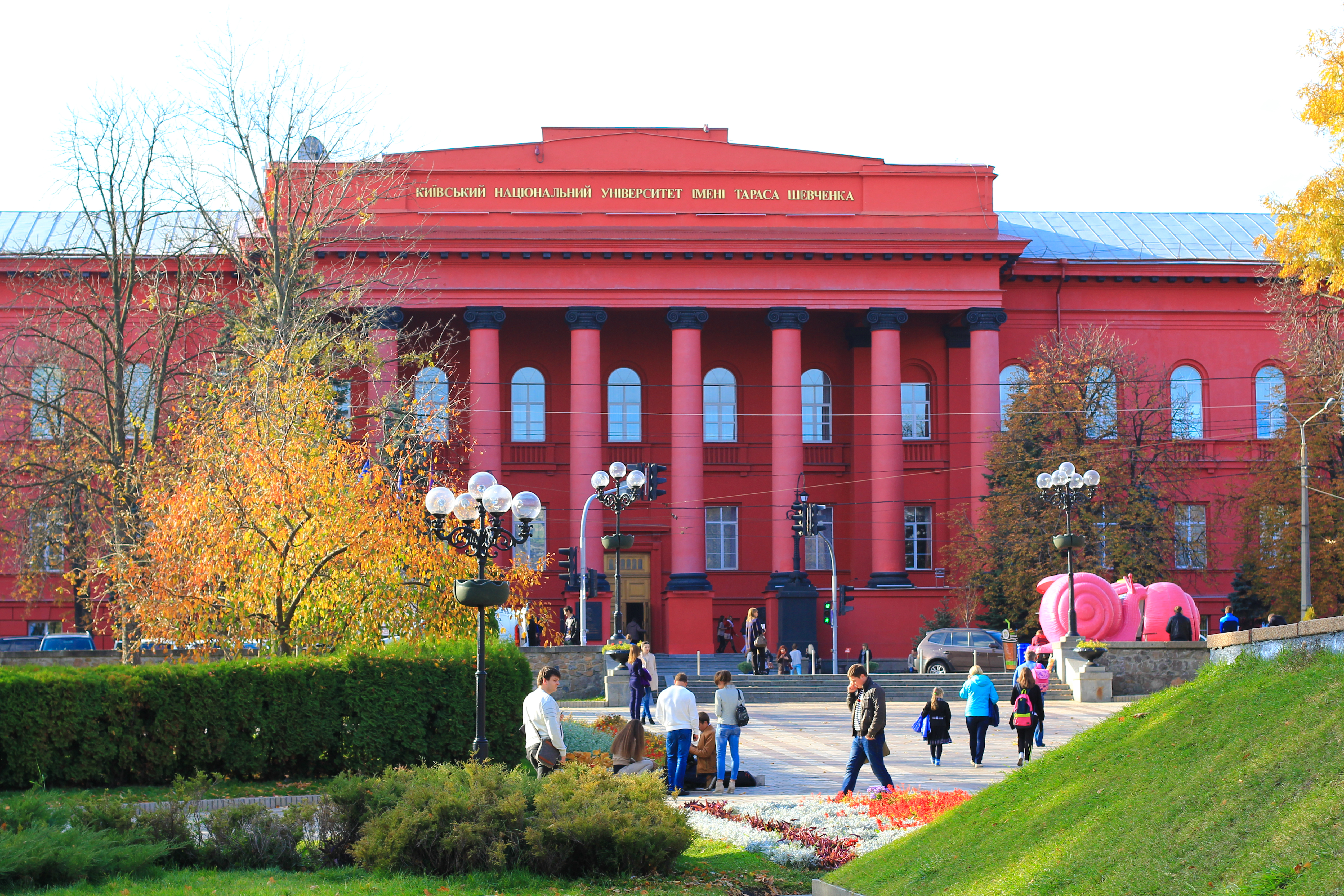
Головний (Червоний) корпус Київського національного університету імені Тараса Шевченка (буд. № 60)
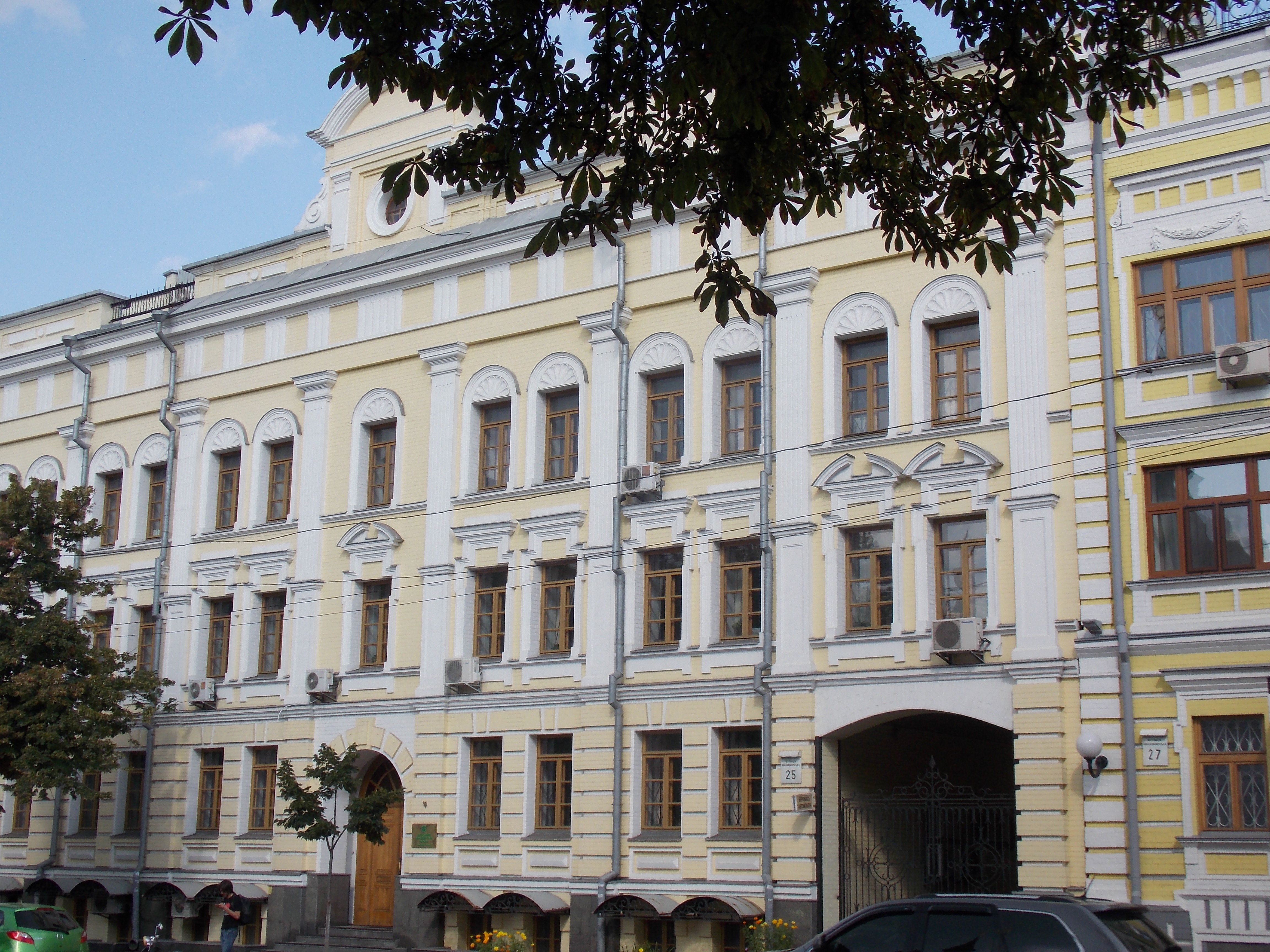
Пам'ятник Миколі Лисенку біля Національної опери України
Пам'ятник Михайлові Грушевському неподалік будинку Центральної Ради
Пам'ятник рятувальникам (Володимирська вул., 13)
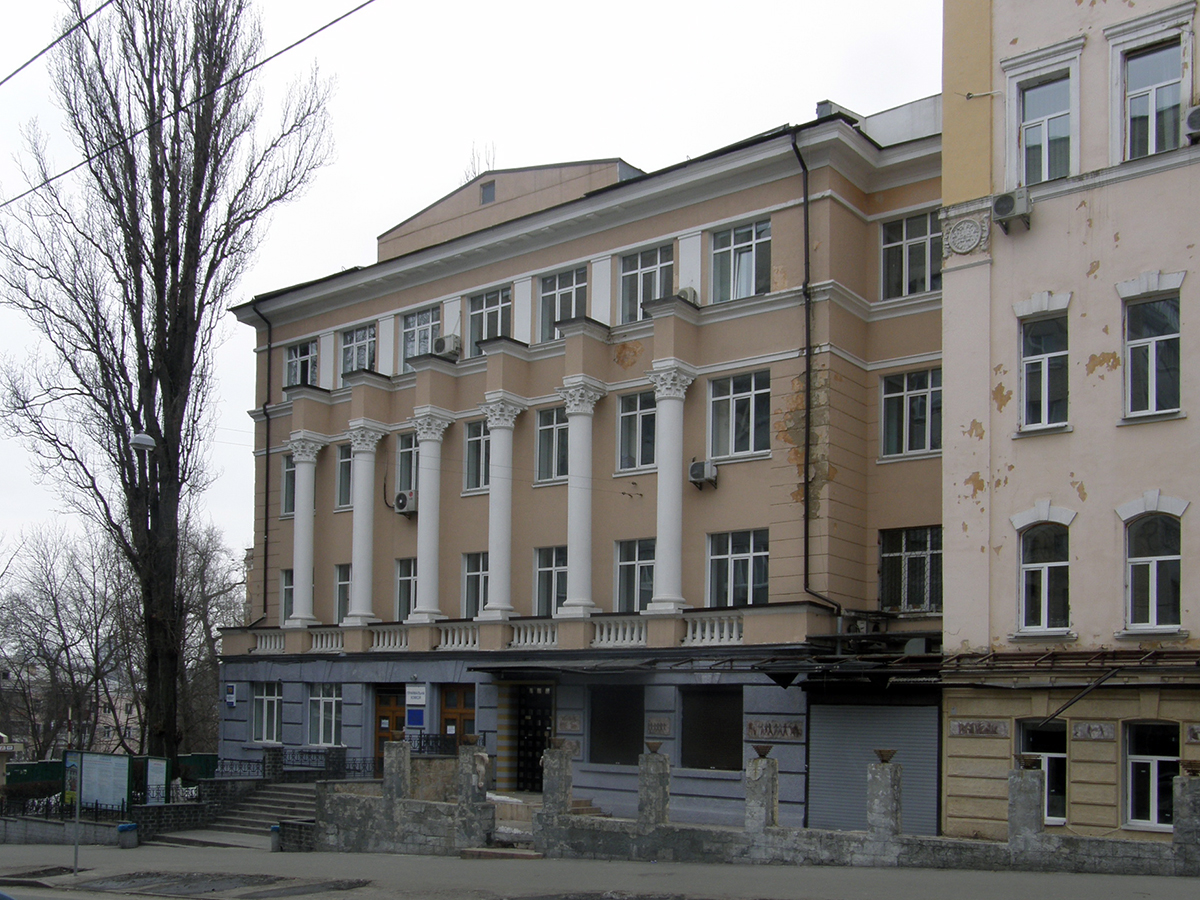
№ 70 — корпус «Б» Національного університету харчових технологій, колишня школа № 45 типового проєкту